# Serooshaven
Serooshaven of Seraertshaven of 's Heer Arendshaven was een gehucht in het zuiden van het eiland Schouwen, nu Schouwen-Duiveland, in de Nederlandse provincie Zeeland.

## Geschiedenis
Het vissersgehucht lag in het zesdedeel Zuidland, dat verdwenen is in de Oosterschelde. Het verdween in het water in de 16e eeuw.